# 旧輪船招商局ビル

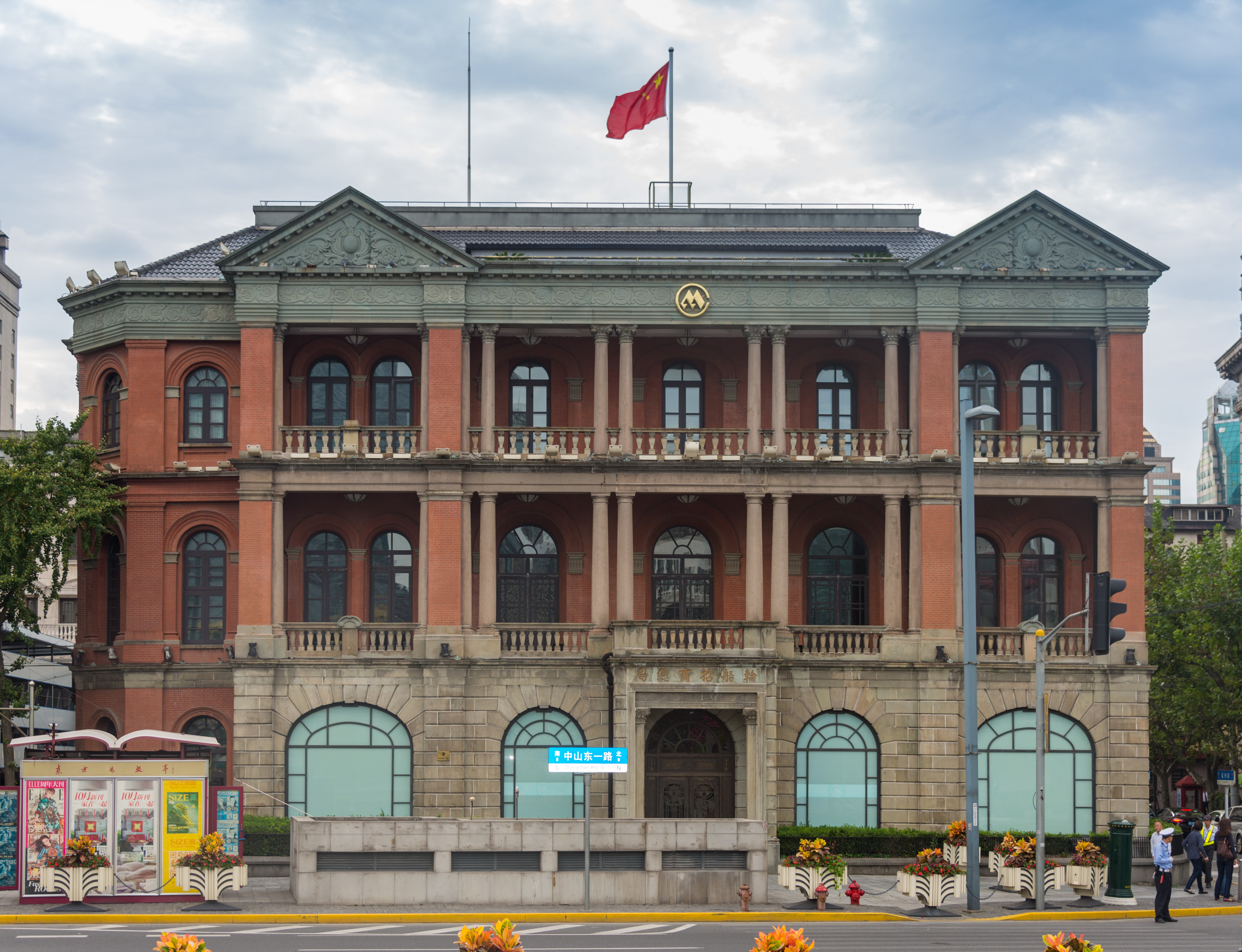
旧輪船招商局ビル

旧輸船招商局ビル（きゅう りんせんしょうしょうきょくビル、中国語: 招商局大楼）は上海市黄浦区の外灘に位置している建物。元々、この土地にはラッセル商会の事務所があったためラッセル商会ビル（旗昌洋行大楼）とも呼ばれている。また、昔の地番から外灘9号とも呼ばれる。

## 歴史
アメリカ資本の貿易会社であったラッセル商会は19世紀に極東で黄金期を迎えており、1846年にこの土地に移ってきた。その後、1877年にラッセル商会は事務所にしていたビルを220万両で売却した。次にここに入居したのは1872年に李鴻章により設立された国営水運企業の輪船招商局であった。1901年、輪船招商局はこのビルを改築した。設計はアトキンソン&ダラスが行った。その後は輪船招商局の上海支店であった。現在ではショッピングモールになっている。

## 建築
煉瓦と木によって建てられており、3階建てで、建築面積は 3,538 m2 。外観はルネッサンス風であり、一階部分は石造りで、入り口近くはアーチを描いている。二階と三階の部分は赤煉瓦で正面部分が若干奥に入り込んでおり、バルコニーのような回廊になっている。また、バルコニーの縁当たりは石の手すりがついており、円柱が並んでいる。

## その他
なお、大北電報局ビルは外灘7号であり、間の8号に関してはよくわかっていない。